# Кумпан, Михаил Юрьевич
Михаил Юрьевич Кумпан — советский хозяйственный, государственный и политический деятель, Герой Социалистического Труда.

## Биография
Родился в 1923 году в селе Санжейка. Член КПСС.
Житель оккупированной территории, затем — участник Великой Отечественной войны, радиотелеграфист в 120-м гвардейском стрелковом полку 39-й гвардейской стрелковой дивизии 1-го Белорусского фронта. С 1920 года — на хозяйственной, общественной и политической работе. В 1947—1982 гг. — председатель Санжейского сельского совета, председатель колхоза имени «9 января», председатель колхоза «Красная звезда», председатель колхоза имени XXI съезда КПСС в селе Дальник Овидиопольского района Одесской области.
Указом Президиума Верховного Совета СССР от 8 апреля 1971 года присвоено звание Героя Социалистического Труда с вручением ордена Ленина и золотой медали «Серп и Молот».
Умер в селе Санжейка в 2009 году.